# Janusz Ryl-Krystianowski
Janusz Maria Ryl-Krystianowski, ps. Maria Joterka (ur. 22 marca 1943 w Domaczewie, zm. 15 października 2020) – polski lalkarz, reżyser teatralny, dyrektor teatrów lalkowych.

## Życiorys
Syn dramatopisarza, aktora lalkarza i reżysera Alfreda Ryl-Krystianowskiego. Absolwent Uniwersytetu Łódzkiego (1974). Eksternistycznie zdał egzamin aktorski i reżyserski. Pracował jako aktor-lalkarz w łódzkich teatrach: Lalek „Arlekin” oraz Lalki i Aktora „Pinokio”. Od 1980 do 1989 był dyrektorem Teatru Animacji w Jeleniej Górze, następnie do 2014 zajmował stanowisko dyrektora artystycznego Teatru Animacji w Poznaniu. Wyreżyserował kilkadziesiąt spektakli lalkowych w różnych teatrach, a także trzy spektakle telewizyjne.
Był mężem aktorki lalkarki Urszuli Sękowskiej-Krystianowskiej; tą samą profesją zajął się również jego syn Marcin.
Pochowany na cmentarzu Jeżyckim w Poznaniu (kwatera L/26/29).

## Odznaczenia i wyróżnienia
Ordery i odznaczenia
- Krzyż Oficerski Orderu Odrodzenia Polski (2014)[7]
- Krzyż Kawalerski Orderu Odrodzenia Polski (2005)[8]
- Złoty Krzyż Zasługi[1]
- Złoty Medal „Zasłużony Kulturze Gloria Artis” (2017)[9]
- Srebrny Medal „Zasłużony Kulturze Gloria Artis” (2008)[9]

Nagrody i wyróżnienia
- II nagroda na IX Ogólnopolskim Festiwalu Teatrów Lalek w Opolu za reżyserię autorskiego przedstawienia Sen klowna (1979)
- Nagroda Ministra Kultury i Sztuki II stopnia za osiągnięcia artystyczne w teatrze animacyjnym (1989)
- Główna Nagroda I Toruńskich Spotkań Teatrów Lalek za reżyserię przedstawienia Ribidi, rabidi, knoll (1994)
- Nagroda im. Jana Dormana za reżyserię przedstawienia Ribidi, rabidi, knoll (1996)[4]
- Nagroda jury XXXI Ogólnopolskiego Przeglądu Teatrów Małych Form w Szczecinie za reżyserię spektaklu Ribidi, rabidi, knoll (1996)
- Nagroda na MFTL w Brasilii (Brazylia) dla spektaklu o najwyższym poziomie artystycznym za reżyserię przedstawienia Czerwony Kapturek (2000)
- Nagroda Henryk (2011)[10]